# Thomas H. Hubbard

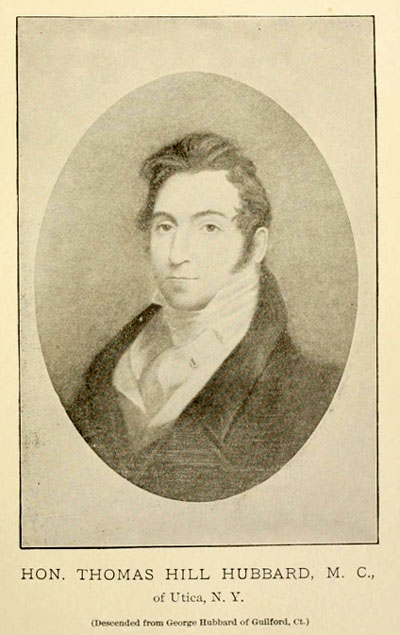
Thomas H. Hubbard

Thomas Hill Hubbard  (* 5. Dezember 1781 in New Haven, Connecticut; † 21. Mai 1857 in Utica, New York) war ein US-amerikanischer Politiker. Zwischen 1817 und 1823 vertrat er zwei Mal den Bundesstaat New York im US-Repräsentantenhaus.

## Werdegang
Thomas Hubbard erhielt eine klassische Schulausbildung. Im Jahr 1799 absolvierte er das Yale College. Nach einem anschließenden Jurastudium und seiner 1804 erfolgten Zulassung als Rechtsanwalt begann er in Hamilton in diesem Beruf zu arbeiten. Politisch schloss er sich der von Thomas Jefferson gegründeten Demokratisch-Republikanischen Partei an. Zwischen 1806 und 1816 war er Bezirksrat im Madison County. Bei den Präsidentschaftswahlen des Jahres 1812 fungierte er als Wahlmann für DeWitt Clinton, der allerdings nicht für Hubbards Partei, sondern für die Föderalisten kandidierte. Das war damals möglich, weil einige Parteimitglieder der Democratic Republicans aus Protest gegen den Britisch-Amerikanischen Krieg von 1812 für die Opposition stimmten. Dies änderte aber nichts am klaren Wahlsieg von James Madison. Zwischen 1816 und 1818 war Hubbard Bezirksstaatsanwalt im sechsten Gerichtsbezirk seines Staates; von 1818 bis 1821 übte er die gleiche Tätigkeit im Madison County aus. Diese Amtszeiten überschnitten sich mit seiner Tätigkeit als Kongressabgeordneter. Er übte beide Funktionen gleichzeitig aus. Das war vor allem möglich, weil der Kongress relativ selten tagte.
Bei den Kongresswahlen des Jahres 1816 wurde Hubbard im 17. Wahlbezirk von New York in das US-Repräsentantenhaus in Washington, D.C. gewählt, wo er am 4. März 1817 die Nachfolge von Westel Willoughby antrat. Bis zum 3. März 1819 konnte er zunächst eine Legislaturperiode im Kongress absolvieren, während der er Vorsitzender des Ausschusses zur Kontrolle der Ausgaben des Postministeriums war. Bei den Wahlen des Jahres 1820 wurde Hubbard erneut im 17. Distrikt in den Kongress gewählt, wo er am 4. März 1821 Aaron Hackley ablöste, der zwei Jahre zuvor sein Nachfolger geworden war. Bis zum 3. März 1823 konnte er eine weitere Amtszeit im US-Repräsentantenhaus verbringen, dann fiel das Mandat wieder an Hackley.
Im Jahr 1823 zog Hubbard nach Utica, wo er am Court of Chancery angestellt wurde. Zwischen 1825 und 1835 war er als Clerk beim New York Supreme Court beschäftigt. Er war Mitbegründer des Hamilton College in Clinton. Außerdem war er Kurator der Utica Academy. Politisch wechselte er in den späteren Jahren zur 1828 gegründeten Demokratischen Partei. Bei den Präsidentschaftswahlen der Jahre 1844 und 1852 war er einer von deren Wahlmännern, die James K. Polk bzw. Franklin Pierce offiziell zum Präsidenten wählten. Thomas Hubbard starb am 21. Mai 1857 in Utica, wo er auch beigesetzt wurde.